# Linda Larkin
Linda Larkin (Los Angeles, Califórnia, 20 de março de 1970) é uma atriz e dubladora de cinema e televisão estadunidense. Ela é mais conhecida por prover a voz da personagem Princesa Jasmine para o filme Aladdin e suas sequências, assim como para a série de jogos Kingdom Hearts. Ela teve que alterar seu timbre para chegar à voz que os cineastas da Disney desejavam para a personagem. Pelo seu bom desempenho na Disney, ela foi premiada com o Disney Legends, em 19 de agosto de 2011.

## Filmografia
Abaixo a lista de filmes que participou em ambas as suas áreas de atuação, atriz e dubladora:
- 1990 - Zapped Again! - Joanne
- 1991 - Murder, She Wrote - Garçonete
- 1991 - Doogie Howser, M.D. - Kelly
- 1992 - Aladdin (filme) - Princesa Jasmine
- 1993 - Almost There - Kim
- 1993 - Wings - Lisa
- 1994 - The Return of Jafar - Princess Jasmine
- 1994-1996 - Aladdin (série de TV) - Princesa Jasmine
- 1995 - Aladdin on Ice - Princess Jasmine
- 1995 - New York News - Vozes adicionais
- 1996 - Aladdin and the King of Thieves - Princesa Jasmine
- 1996 - Our Son, the Matchmaker - Melanie Miller
- 1996 - Basquiat - Fã
- 1997 - Childhood's End - Caroline Ballard
- 1997 - My Girlfriend's Boyfriend
- 1998 - Aladdin's Math Quest - Princesa Jasmine
- 1998 - Aladdin's Arabian Adventures: Fearless Friends - Princesa Jasmine
- 1998 - Aladdin's Arabian Adventures: Magic Maker - Princesa Jasmine
- 1998 - Aladdin's Arabian Adventures: Creatures of Invention - Princesa Jasmine
- 1998 - Aladdin's Arabian Adventures: Team Game - Princesa Jasmine
- 1998 - Trinity - Alycia
- 1999 - My Girlfriend's Boyfriend - Cory Lindross (noiva)
- 1999 - Personals - Vozes adicionais
- 1999 - Hércules e a Noite Árabe - Princesa Jasmine
- 1999 - Two Ninas - Carrie Boxer
- 1999 - Final Rinse - Trudy Tackle
- 1999 - Noiva em Fuga - Namorada do Gill
- 2000 - The Next Best Thing - Kelly
- 2000 - Fear of Fiction - Liz
- 2000 - Custody - Polly
- 2001 - Aladdin in Nasira's Revenge - Princesa Jasmine
- 2002 - Darkened Skye - Skye of Lynlorra
- 2002 - Kingdom Hearts - Princesa Jasmine
- 2002-2003 - House of Mouse - Princesa Jasmine
- 2004 - Knots - Annette
- 2005 - Disney Princess Party: Volume Two - Princess Jasmine
- 2006 - Kingdom Hearts II - Princesa Jasmine
- 2007 - Joshua - Srta. Danforth
- 2007 - Law & Order: Criminal Intent - Miriam Lemle
- 2007 - You Belong to Me - Clara
- 2007 - Disney Princess Enchanted Tales: Follow Your Dreams - Princesa Jasmine
- 2011 - Kinect Disneyland Adventures - Princesa Jasmine
- 2012 - Sofia the First - Princesa Jasmine